# هدایت لیزری

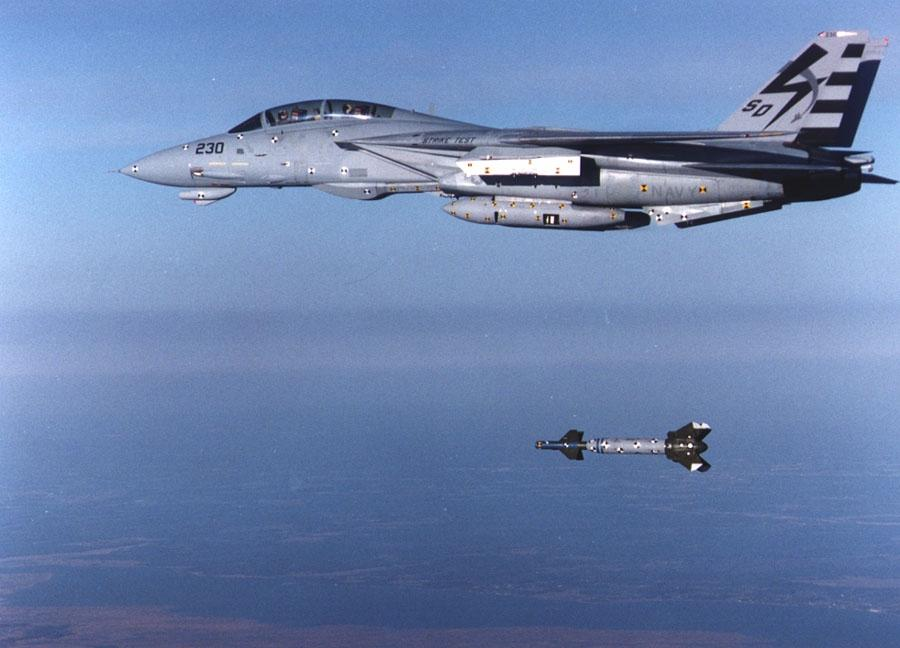
یک فروند F-14D در حال آزمون پرتاب بمب لیزری

هدایت لیزری به معنی هدایت موشک‌ها، بمب‌ها و دیگر پرتابه‌های جنگی با استفاده از یک پرتو لیزر است.

## هدایت لیزری نیمه‌فعال
معمول‌ترین روش برای هدایت لیزری این است که یک پرتو لیزر بر روی هدف نگه داشته شود. به این ترتیب تشعشات لیزر توسط هدف منعکس شده و در تمامی جهات پراکنده می‌شود. سپس موشک، بمب یا گلوله توپ که به یک جستجوگر لیزری مجهز است، به سوی هدف شلیک می‌شود. وقتی پرتابه به اندازه‌ای به هدف نزدیک شد که بخشی انرژی منعکس شده لیزر به آن برسد، جوینده لیزری تشخیص می‌دهد که لیزر از کدام سمت به سوی آن می‌آید و مسیر حرکت پرتابه را مطابق با آن اصلاح می‌کند.
از راه‌های مقابله با مهمات هدایت‌شونده لیزری استفاده از رنگ‌ها و پوشش‌های مخصوصی است که انرژی لیزر را به خود جذب می‌کنند. برخی خودروهای نظامی مدرن به پوشش‌های ضدلیزر مجهز شده‌اند. هرچند هزینه بالای این پوشش‌ها استفاده از آن را محدود کرده‌است ضمن اینکه با حیله ساده‌ای می‌توان این ترفند را تا حدی بی‌اثر کرد. به جای اینکه خود هدف مورد نشانه‌گذاری لیزری قرار بگیرد لیزر را درست به کنار و چسبیده به هدف تاباند. استفاده از پرده‌های دود که معمولاً با نارنجک‌های دودزا میسر می‌شود، سامانه‌های تشخیص لیزر که نیروها را از تابش لیزر آگاه می‌کنند و سسیستم‌های حفاظتی فعال ضدلیزر که در مقابل اشعه لیزر واکنش نشان می‌دهند از دیگر ترفندهای مقابله با مهمات هدایت لیزری است که معمولاً مورد استفاده خودروهای زره‌پوش جنگی قرار می‌گیرد.